# Gornji Barbeš
Gornji Barbeš (em cirílico: Горњи Барбеш) é uma vila da Sérvia localizada no município de Gadžin Han, pertencente ao distrito de Nišava, na região de Zaplanje. A sua população era de 408 habitantes segundo o censo de 2011.

## Demografia
| 1948 | 1953 | 1961 | 1971 | 1981 | 1991 | 2002 | 2011 |
| ---- | ---- | ---- | ---- | ---- | ---- | ---- | ---- |
| 1247 | 1265 | 1080 | 799  | 662  | 499  | 488  | 408  |